# کریستا کودرس
کریستا کودرس (استونیایی: Krista Kodres؛ زادهٔ ۱۵ اکتبر ۱۹۵۷) تاریخ‌نگار و شناگر سابق اهل استونی است. از افتخارات وی میتوان به دریافت نشان ستاره سفید اشاره کرد.